# Jonathan Zebina
Jonathan Zebina, född 19 juli 1978 i Paris, är en fransk före detta professionell fotbollsspelare. Han spelade som högerback och ibland som mittback, men han började spela som anfallare. Han spelade i bland annat AS Cannes, Cagliari Calcio, AS Roma, Juventus FC och Toulouse FC.